# ۲۸۵ (پیش از میلاد)
۲۸۵ (پیش از میلاد) ۲۸۵مین سال قبل از تقویم میلادی است.